# 金沢 (徳島市)
金沢（かなざわ）は、徳島県徳島市の町名。沖洲地区に属している。金沢一丁目から金沢二丁目までが設置されている。2025年1月現在の人口は1,152人、世帯数は626世帯。郵便番号は〒770-0871。

## 地理
徳島市の北東部に位置し、吉野川下流デルタ地帯の一角をなす。北は吉野川に面している。元は金沢新田（沖洲村）と呼ばれ、一面の田畑やカヤ原にすぎなかったが、城東大橋ができたことによって住吉や市の中心部への道が開かれ、南部をこの新道が東西に貫通したことで、急速に開発が進んでいる。沖洲川沿いの西部に高層の県営金沢団地が、南部には北沖洲一丁目にまたがって市営金沢住宅がある。また渭東ねぎの栽培が盛んである。

### 河川
- 吉野川
- 沖洲川

## 歴史
元は金沢町と沖洲町の一部で、1969年（昭和44年）より現在の町名となった。

## 交通

### バス
徳島市営バス
- 金沢住宅前
- 金沢二丁目

### 道路
- 徳島県道29号徳島環状線
- 徳島県道189号沖ノ洲埠頭線

## 施設
- 吉野川河口干潟
- 金沢団地
- 金沢八幡神社
- ハッピー